# Topolino
Topolino (de Italiaanse naam van Mickey Mouse) is een wekelijks verschijnend, Italiaans tijdschrift met stripverhalen van Walt Disney-figuren, met name Donald Duck, uitgegeven door Panini Comics. Voormalige uitgevers waren Nerbini (1932-1935), Mondadori (1935-1937, 1943, 1946-1988), Anonima Periodici Italiani (1938-1943), Helicon Italiana (1945-1946) en Disney Italia (1988-2013).
In 1932 startte de Italiaanse uitgever Nerbini het tijdschrift Topolino, een stripblad voor kinderen dat wekelijks verscheen. Het blad bevatte zowel Disney- als non-Disneymateriaal, en publiceerde stripverhalen in afleveringen van telkens een of twee pagina’s. In 1935 ging het blad over naar de uitgeverij Mondadori. De Tweede Wereldoorlog,  waarin Italië en de Verenigde Staten tegenover elkaar kwamen te staan, leidde ertoe dat de (Amerikaanse) verhalen van Disney uit het blad verdwenen. Ter vervanging verschenen vanaf februari 1942 verhalen in het blad van Tuffolino, een door Federicho Pedrocchi en Pier Lorenzo de Vita ontworpen stripfiguur wiens uiterlijk en belevenissen overduidelijk gebaseerd waren op Disney's Mickey Mouse. Vanaf 1942 ging het blad onder de naam Tuffolino verder, totdat het op 21 december 1943 werd opgeheven. Na de oorlog, op 15 december 1945, verscheen het blad opnieuw.
In april 1949 kreeg Topolino een nieuw formaat en een nieuwe nummering. Het oorspronkelijke blad kreeg een pocketboekachtig formaat, het aantal pagina’s nam toe naar 100 en de reeks begon opnieuw vanaf nummer 1. Deze versie van Topolino bevatte uitsluitend Disneystrips en publiceerde in tegenstelling tot haar voorganger grote stukken van een verhaal in een keer. De nieuwe Topolino verscheen eerst maandelijks (1949-1952), dan om de week (1952-1960), en uiteindelijk wekelijks (1960-heden). Tegenwoordig zijn er meer dan 3000 nummers van de nieuwe versie van Topolino verschenen, en 738 van de oude versie. De huidige Topolino telt 164 pagina’s.
De oude Topolino bevatte veel niet-Disneymateriaal, en af en toe in Italië geproduceerde Disneyverhalen. De nieuwe Topolino werd geheel gevuld met Disneystrips, in het begin bijna allemaal uit de Verenigde Staten geïmporteerde verhalen. In de loop van de tijd kwam daar verandering in. Meer en meer werd het tijdschrift gevuld met verhalen van de hand van Italiaanse auteurs. Veel figuren uit de Disneystrips, waaronder Superdonald, Brigitta Gans, Indiana Goofy en Gideon McDuck, ontstonden in deze Italiaanse Disneyverhalen, en de Donald Duck Pockets worden voor een groot deel gevuld met verhalen die voor het eerst in Topolino verschenen.